# چیتگونگ-۹
چیتگونگ-۹ (به لاتین: Chittagong-9) یک منطقهٔ مسکونی در بنگلادش است که در ناحیه چیتاگونگ واقع شده‌است.